# 한정석 (1883년)
한정석(韓定錫, 일본식 이름: 大原定錫오하라 데이샷쿠, 1883년 3월 17일 ~ 1953년 9월 20일)은 대한제국과 일제강점기의 경찰 겸 관료로, 본적은 충청북도 청주시 대성동이다.

## 생애
1908년 2월 8일 경시청 경부로 임명되었다. 경시청 제2과 동부경찰서 경부로 재직 중이던 1909년 서울에서 활동하던 의병 신창룡(申昌龍)에 대한 수사를 진행하면서 그에 대한 신문조서를 작성했다. 1912년 8월 1일 일본 정부로부터 한국 병합 기념장을 받았고 경무총감부 동대문분서(1910년 ~ 1915년), 경무총감부 보안과(1916년 ~ 1919년)에서 경부로 재직했다. 1919년 조선민족대동단 사건 수사 당시에 통역 업무를 수행했으며 1920년부터 1921년 12월 27일까지 경무국 보안과 속(屬)으로 재직했다.
충북경찰부 경시 겸 충북순사교습소장(1921년 12월 27일 ~ 1922년 4월 28일), 충북경찰부 보안과 경시(1922년 4월 28일 ~ 1922년 10월 10일), 충북경찰부 직속 경시(1922년 10월 10일 ~ 1924년 12월 9일)를 역임했으며 1925년부터 1926년까지 충청북도 청주군 가덕면장을 역임했다. 1928년 11월 16일 일본 정부로부터 쇼와 대례 기념장, 1933년 6월 30일 조선 쇼와 5년 국세 조사 기념장을 받았고 1936년 2월 1일 청주 상담금융조합장, 1937년 재단법인 청주사립상업학교 이사로 각각 선임되었다.
1937년 9월 30일부터 1941년 12월 15일까지 충청북도 청주군 사주면장을 역임했으며 국민정신총동원 청주군연맹 이사(1938년 8월 27일 선임), 충북유도연합회 이사(1939년 11월 16일 선임), 조선임전보국단 발기인(1941년), 충북인조진주공업조합 대표 및 충북피복공업조합 중역(1942년 9월), 국민총력조선연맹 이사(1943년 9월 선임), 충북상공경제회 설립위원(1944년 9월 1일)을 역임했다. 1943년 5월 26일 청주 읍회의원, 1945년 충북 도회의원으로 선출되었으며 1945년 6월 6일부터 광복 때까지 조선총독부 중추원 참의를 역임했다.
광복 이후인 1949년 3월 29일 반민족행위특별조사위원회에 체포되었다. 1949년 7월 7일 공민권 10년 정지를 선고받았지만 같은 해 8월 병보석으로 석방되었다. 친일파 708인 명단의 중추원 부문과 경시 부문, 민족문제연구소의 친일인명사전 수록자 명단의 중추원 부문과 경찰 부문, 친일반민족행위진상규명위원회가 발표한 친일반민족행위 705인 명단에 포함되었다. 1953년 9월 20일에 향년 71세를 일기로 사망했다.

## 참고자료
- 친일반민족행위진상규명위원회 (2009). 〈한정석〉. 《친일반민족행위진상규명 보고서 Ⅳ-19》. 서울. 7~24쪽.